# Sidi Mokhfi
Sidi Mokhfi (franska: Sidi Mokhfi (CR), Sidi Mokhfi (Commune Rurale), arabiska: عين لكداح) är en kommun i Marocko.   Den ligger i provinsen Taounate och regionen Fès-Meknès, i den nordöstra delen av landet, 200 km öster om huvudstaden Rabat. Antalet invånare är 8 263.